# Lloret ratpenat de Sulawesi gros
El lloret ratpenat de Sulawesi gros  (Loriculus stigmatus) és una espècie d'ocell de la família dels psitàcids que habita boscos poc densos i pobles de Sulawesi i illes properes.